# سويتشتي الثانية (غرب كارون)
سويتشتي الثانية (بالفارسية: سوی‌چیتی دو) هي منطقة سكنية تقع في إيران في قسم غرب كارون الريفي. يقدر عدد سكانها بـ 434 نسمة .